# Schlaubetal
Schlaubetal – gmina w Niemczech, w kraju związkowym Brandenburgia, w powiecie Oder-Spree, wchodzi w skład Związku Gmin Schlaubetal.